# فكتور هوغو
فيكتور ماري هوغو (بالفرنسية: Victor Marie Hugo) (26 فبراير 1802 – 22 مايو 1885) كان كاتبًا وشاعرًا وروائيًا فرنسيًا، يُعتَبر من أبرز أدباء فرنسا في الحقبة الرومانسية، وتُرجمت أعماله إلى أغلب اللغات المنطوقة. وهوَ مشهور في فرنسا باعتباره شاعرًا في المقام الأول ثم روائيًا فقد ألّف العديدَ من الدواوين لعلّ أشهرها ديوان تأملات وديوان أسطورة العصور. أما خارج فرنسا، فهو مشهورٌ لكونِه كاتِبًا روائيًا أكثر من كونه شاعرًا وأبرَز أعمالِه الروائية هي رواية البؤساء وأحدَب نوتردام. كما اشتَهر في حِقبَته بكونِه ناشطًا اجتماعيًا حيث كانَ يدعو لإلغاء حُكم الإعدام في كتابه الشهير آخر يوم لمحكوم عليه بالإعدام كما كانَ مؤيّدًا لنظام الجمهورية في الحُكم، وأعمالُه تَمَس القضايا الاجتماعية والسياسيّة في عصره.
أشهر أعماله هي روايات أحدب نوتردام (1831) والبؤساء (1862). في فرنسا، يشتهر هوغو بمجموعاته الشعرية، مثل (التأملات) و(أسطورة العصور). كان هوغو في طليعة الحركة الأدبية الرومانسية من خلال مسرحيته كرومويل والدراما هرناني. ألهمت العديد من أعماله الموسيقى، سواء خلال حياته أو بعد وفاته، بما في ذلك أوبرا ريغوليتو والمسرحيات الموسيقية مثل البؤساء ونوتردام دو باريس. أنتج أكثر من 4000 رسمة في حياته، وقام بحملات من أجل القضايا الاجتماعية مثل إلغاء عقوبة الإعدام والعبودية.
على الرغم من أنه كان ملكيًا ملتزمًا عندما كان صغيرًا، إلا أن آراء هوغو تغيرت مع مرور العقود، وأصبح مؤيدًا متحمسًا للجمهورية، حيث خدم في السياسة كنائب وعضو في مجلس الشيوخ. تطرقت أعماله إلى معظم القضايا السياسية والاجتماعية والاتجاهات الفنية في عصره. إن معارضته للاستبداد ومكانته الأدبية جعلته بطلاً قوميًا. توفي هوغو في 22 مايو 1885 عن عمر يناهز 83 عامًا. وأقيمت له جنازة رسمية في مقبرة العظماء في باريس، والتي حضرها أكثر من مليوني شخص، وهي الأكبر في تاريخ فرنسا.

## حياته

### طفولته وشبابه
ولد فيكتور ماري هوغو في 26 فبراير 1802 في مدينة بيزنسون في شرق فرنسا. وهو الابن الثالث لـِ جوزيف ليوبولد سيجسبير هوغو (1774–1828) وصوفي تريبوشيه (1772–1821)، كما كان لديه أخوان هُما أبيل جوزيف هوغو (1798–1855) وأوجين هوغو (1800–1837).
سكن فيكتور هوغو في عدة أماكن في فرنسا وفي باريس ولكن أشهر الأماكن هي ساحة فوج فيها يوجد منزله الذي تحول إلى متحف فيكتور هوغو.
تميزت طفولة هوغو المبكرة ببعض الأحداث العظيمة، فقبل سنوات قليلة من ولادته أطيح بأسرة بوربون أثناء الثورة الفرنسية، ثم نهضت الجمهورية الأولى وسقطت وصعدت الإمبراطورية الفرنسية الأولى تحت حكم نابليون بونابرت. أصبح نابليون إمبراطورًا بعد عامين من ولادة هوغو. تمت استعادة نظام بوربون الملكي عندما كان هوغو في السابعة عشرة من عمره. كان لوالديه آراء سياسية ودينية مختلفة إذ كان والد هوغو ضابطا احتل مرتبة عالية جدًا في جيش نابليون. كان جمهوريًا واعتبر نابليون بطلاً. بينما كانت والدته ملكية كاثوليكية متطرفة. نظرًا لأن والد هوغو كان ضابطًا  كانت الأسرة تتنقل كثيرًا. تعلم فيكتور هوغو الكثير من هذه الرحلات. مكث في نابولي وروما ستة أشهر قبل أن يعود إلى باريس. كان عمره خمس سنوات فقط في ذلك الوقت لكنه كان يتذكر الرحلة جيدًا.
ذهبت والدته صوفي إلى إيطاليا مع زوجها الذي كان حاكم مقاطعة بالقرب من نابولي. كما ذهبوا إلى إسبانيا حيث حكم جوزيف ثلاث مقاطعات إسبانية، انفصلت صوفي مؤقتًا عن زوجها عام 1803 حيث كانت الحياة صعبة واستقرت في باريس ما جعلها تهيمن على تعليم هوغو لذلك فإن أعمال هوجو المبكرة وخاصة في الشعر  تُظهر له مدح الملكية والإيمان. جعلت ثورة 1848 هوغو يتمرد على تعليمه الملكي الكاثوليكي. بعد تلك الثورة فضل الجمهورية والتفكير الحر.
عندما كان صغيرًا وقع فيكتور هوغو في الحب، إذ انخرط سرا في علاقة مع صديقة طفولته أديل فوشيه (1803-1868) ضد رغبة والدته.
تزوج أديل في عام 1822 بعد وفاة والدته عام 1821، توفي طفلهما البكر ليوبولد (من مواليد 1823) في طفولته. كان لدى هوغو أربعة أطفال آخرون هم ليوبولدين (28 أغسطس 1824) وتشارلز (4 نوفمبر 1826) وفرانسوا فيكتور (28 أكتوبر 1828) وأديل (24 أغسطس 1830)، نشر هوغو روايته الأولى عام 1823 (هان ديسلاند). جاءت الثانية بعد ثلاث سنوات (1826). نشر خمسة مجلدات من الشعر بين عامي 1829 و1840 وقد ساعد ذلك على ذيوع صيته كواحد من أعظم الشعراء الرثائيين والغنائيين في عصره.
جعلته وفاة ابنته الكبرى والمفضلة ليوبولدين حزينًا للغاية. توفيت عن عمر يناهز 19 عامًا عام 1843 وكان هذا بعد زواجها بوقت قصير، غرقت في نهر السين إذ شدتها تنانيرها الثقيلة إلى أسفل عندما انقلب القارب الذي كانت فيه، ثم مات زوجها وهو يحاول إنقاذها، في ذلك الوقت كان فيكتور هوغو يسافر مع عشيقته في جنوب فرنسا، وقد علم بوفاة ليوبولدين من إحدى الصحف عندما كان جالسًا في مقهى.

## قيل فيه
قال فيه الشاعر حافظ إبراهيم:

## أعماله

### نشرت خلال حياته
- كرومويل (1819) (مقدمة فقط)
- قصائد متنوعة (1822)
- قصائد (1823)
- هانز الأيسلندي (1823)
- قصائد جديدة (1824)
- بوغ جارجال[الفرنسية] (1826)
- قصائد وأغنيات أوديس وقصص[الفرنسية](1826)
- كرومويل (1827) مسرحية
- الشرقيون[الفرنسية](1829) شعر
- آخر يوم لمحكوم عليه بالإعدام (1829)
- إيرناني[الفرنسية](1830)
- أحدب نوتردام (1831)
- ماريون دو لورم[الفرنسية] (1831)
- أوراق شجر الخريف[الفرنسية] (1831)
- الملك يلهو[الفرنسية] (1823) مأساة من خمسة فصول
- لوكريسيا بورجيا[الفرنسية] (1833)
- ماري تيودور[الفرنسية] (1833)
- خليط الأدب والفلسفة[الفرنسية] (1834)
- كلود جو[الفرنسية] (1834)
- أنجيلو، طاغية بادوا[الفرنسية] (1835)
- أغاني الشفق[الفرنسية] (1835)
- La Esmeralda  [لغات أخرى]‏ (نص كلامي لأوبرا كتبها بنفسه) (1836)
- الأصوات الداخلية (1837)
- ريوبلاس (1838)
- الأشعة والظلال (1840)
- نهر الراين (1842)
- (1843)
- نابليون الصغير (1852)
- العقوبات (1853)
- التأملات[الفرنسية] (1856) مجموعة من القصائد
- Les TRYNE (1856)
- أسطورة العصور[الفرنسية] (1859)
- البؤساء (1862)
- وليم شكسبير (مقال) (1864)
- أغاني الشارع والخشب (1865)
- عمال البحر (1866)
- صوت غيرنسي (1867)
- الرجل الضاحك (1869)
- العام الرهيب (1872)
- ثلاثة وتسعون (1874)
- أبنائي (1874)
- أفعال وأقوال (قبل النفي) (1875)
- أفعال وأقوال (1875)
- أفعال وأقوال (بعد النفي) (1876)
- أسطورة العصور  السلسلة الثانية[الفرنسية] (1877)
- فن أن تكون جدا (1877)
- تاريخ جريمة (الجزء الأول) (1877),
- تاريخ جريمة (الجزء الثاني) (1878)
- البابا (1878)
- الشفقة الأسمى (1879)
- الأديان والدين (1880)
- الحمار (1880)
- الاتجهات الأربع للروح[الفرنسية] (1881)
- توركيمادا[الفرنسية] (1882)
- أسطورة العصور  السلسلة الثالثة واالأخيرة[الفرنسية] (1883)
- أرخبيل المانش[الفرنسية] (1883)

## وصلات خارجية
- فكتور هوغو على موقع أرشيف الشارخ.
- فيكتور هوغو على موقع IMDb (الإنجليزية)
- فيكتور هوغو على موقع ميتاكريتيك (الإنجليزية)
- فيكتور هوغو على موقع الموسوعة البريطانية (الإنجليزية)
- فيكتور هوغو على موقع روتن توميتوز (الإنجليزية)
- فيكتور هوغو على موقع قاعدة بيانات الأفلام العربية
- فيكتور هوغو على موقع ألو سيني (الفرنسية)
- فيكتور هوغو على موقع ميوزك برينز (الإنجليزية)
- فيكتور هوغو على موقع أول موفي (الإنجليزية)
- فيكتور هوغو على موقع قاعدة بيانات برودواي على الإنترنت (الإنجليزية)
- فيكتور هوغو على موقع قاعدة بيانات الأفلام السويدية (السويدية)
- فكتور هوغو على موسوعة بريتانيكا
- فرنسا فيكتور هوجو نسخة محفوظة 29 مارس 2017 على موقع واي باك مشين.
- احتفال فيكتور هوجو الموسيقي العالمي نسخة محفوظة 13 يونيو 2016 على موقع واي باك مشين.
- أعماله
- Victor Hugo على  قائمة كتب الإنترنت

### أعماله
- مؤلفات فكتور هوغو في مشروع غوتنبرغ
- Works by Victor Hugo at Faded Page (Canada)
- أعمال أو نبذة عن فكتور هوغو على أرشيف الإنترنت
- أعمال فكتور هوغو في ليبري فوكس
- أعمال بواسطة فكتور هوغو في المكتبة المفتوحة على أرشيف الإنترنت